# Ophryophryne
Ophryophryne — рід жаб родини Megophryidae. Представники роду поширені у Південно-Східній Азії.

## Класифікація
Рід містить такі види:
- Ophryophryne gerti
- Ophryophryne hansi
- Ophryophryne microstoma
- Ophryophryne pachyproctus
- Ophryophryne synoria